# Georgie Pie Super Smash 2015/16
Die Georgie Pie Super Smash 2015/16 war die zehnte Saison der auch als HRV Cup bezeichneten neuseeländischen Twenty20-Meisterschaft und wurde von 5. November bis 13. Dezember 2015 ausgetragen. Dabei nahmen die traditionellen First-Class Teams die neuseeländische Distrikte repräsentieren an dem Turnier teil. Sieger waren die Auckland Aces, die sich im Finale mit 20 Runs gegen die Otago Volts durchsetzten.

## Format
Die sechs Mannschaften spielten in einer Gruppe gegen jedes andere Team jeweils zwei Mal. Für einen Sieg gibt es vier Punkte, für ein Unentschieden oder No Result zwei. Die ersten drei der Gruppe spielten in einem Page-Playoff den Sieger aus.

## Gruppenphase
Tabelle
| Teams                   | Sp. | S | N | NR | P  | RR     |
| ----------------------- | --- | - | - | -- | -- | ------ |
| Otago Volts             | 10  | 6 | 3 | 1  | 26 | +0.981 |
| Auckland Aces           | 10  | 5 | 3 | 2  | 24 | −0.085 |
| Canterbury Wizards      | 10  | 5 | 4 | 1  | 22 | +0.251 |
| Central Districts Stags | 10  | 4 | 5 | 1  | 18 | +0.016 |
| Northern Knights        | 10  | 4 | 5 | 1  | 18 | −0.292 |
| Wellington Firebirds    | 10  | 3 | 7 | 0  | 12 | −0.820 |

Spiele
| 5. November Scorecard | New Plymouth | Central Districts Stags 139-8 (20) | – | Otago Volts 140-4 (17.1) |
|                       |              | Otago gewinnt mit 6 Wickets        |   |                          |

| 6. November Scorecard | Hamilton | Northern Knights 153 (19.2)      | – | Canterbury Wizards 154-3 (18.3) |
|                       |          | Canterbury gewinnt mit 7 Wickets |   |                                 |

| 7. November Scorecard | New Plymouth | Otago Volts 141-8 (20)                  | – | Central Districts Stags 146-6 (18.3) |
|                       |              | Central Districts gewinnt mit 4 Wickets |   |                                      |

| 8. November Scorecard | Christchurch | Canterbury Wizards 134-5 (15/15) | – | Wellington Firebirds 135-3 (14.4/15) |
|                       |              | Wellington gewinnt mit 7 Wickets |   |                                      |

| 11. November Scorecard | New Plymouth | Auckland Aces 134-5 (20)                | – | Central Districts Stags 135-7 (19) |
|                        |              | Central Districts gewinnt mit 3 Wickets |   |                                    |

| 12. November Scorecard | Christchurch | Canterbury Wizards 134 (20) | – | Otago Volts 137-1 (15.1) |
|                        |              | Otago gewinnt mit 9 Wickets |   |                          |

| 12. November Scorecard | Hamilton | Northern Knights 184-4 (20)             | – | Wellington Firebirds 72 (13.1) |
|                        |          | Northern Districts gewinnt mit 112 Runs |   |                                |

| 15. November Scorecard | Dunedin | Wellington Firebirds 139-6 (20) | – | Otago Volts 140-3 (19) |
|                        |         | Otago gewinnt mit 7 Wickets     |   |                        |

| 15. November Scorecard | Auckland | Auckland Aces 217-4 (20)     | – | Central Districts Stags 207-7 (20) |
|                        |          | Auckland gewinnt mit 10 Runs |   |                                    |

| 15. November Scorecard | Whangārei | Northern Knights 172-8 (20)            | – | Canterbury Wizards 160-6 (20) |
|                        |           | Northern Districts gewinnt mit 12 Runs |   |                               |

| 17. November Scorecard | Dunedin | Northern Knights 77 (19.2)  | – | Otago Volts 78-2 (11.3) |
|                        |         | Otago gewinnt mit 8 Wickets |   |                         |

| 18. November Scorecard | Auckland | Auckland Aces 170-4 (20) / 6/0 (0.1) | – | Canterbury Wizards 170-9 (20) / 5 (0.5) |
|                        |          | Auckland gewinnt im Super Over       |   |                                         |

| 19. November Scorecard | Nelson | Wellington Firebirds 175-9 (20) | – | Central Districts Stags 149-9 (20) |
|                        |        | Wellington gewinnt mit 26 Runs  |   |                                    |

| 20. November Scorecard | Hamilton | Northern Knights | – | Auckland Aces |
|                        |          | Match abandoned  |   |               |

| 21. November Scorecard | New Plymouth | Central Districts Stags | – | Canterbury Wizards |
|                        |              | Match abandoned         |   |                    |

| 22. November Scorecard | Auckland | Auckland Aces 156-9 (20)   | – | Otago Volts 155-6 (20) |
|                        |          | Auckland gewinnt mit 1 Run |   |                        |

| 22. November Scorecard | Wellington | Wellington Firebirds 152-5 (20)          | – | Northern Knights 154-3 (18) |
|                        |            | Northern Districts gewinnt mit 7 Wickets |   |                             |

| 25. November Scorecard | Wellington | Otago Volts 181-8 (20)    | – | Wellington Firebirds 162 (20) |
|                        |            | Otago gewinnt mit 19 Runs |   |                               |

| 26. November Scorecard | Christchurch | Auckland Aces 133-9 (20)         | – | Canterbury Wizards 134-4 (16.3) |
|                        |              | Canterbury gewinnt mit 6 Wickets |   |                                 |

| 26. November Scorecard | Hamilton | Central Districts Stags 170-6 (20)       | – | Northern Knights 173-8 (19.2) |
|                        |          | Northern Districts gewinnt mit 2 Wickets |   |                               |

| 29. November Scorecard | Dunedin | Canterbury Wizards 152-8 (20)  | – | Otago Volts 129-9 (20) |
|                        |         | Canterbury gewinnt mit 23 Runs |   |                        |

| 29. November Scorecard | Wellington | Wellington Firebirds 136-9 (20) | – | Auckland Aces 140-3 (18.3) |
|                        |            | Auckland gewinnt mit 7 Wickets  |   |                            |

| 29. November Scorecard | New Plymouth | Northern Knights 152-5 (20)             | – | Central Districts Stags 158-2 (17.1) |
|                        |              | Central Districts gewinnt mit 8 Wickets |   |                                      |

| 2. Dezember Scorecard | Wellington | Canterbury Wizards 145 (20)    | – | Wellington Firebirds 127-9 (20) |
|                       |            | Canterbury gewinnt mit 18 Runs |   |                                 |

| 3. Dezember Scorecard | Dunedin | Otago Volts     | – | Auckland Aces |
|                       |         | Match abandoned |   |               |

| 4. Dezember Scorecard | Napier | Central Districts Stags 165-9 (20)    | – | Wellington Firebirds 132 (19) |
|                       |        | Central Districts gewinnt mit 33 Runs |   |                               |

| 5. Dezember Scorecard | Hamilton | Auckland Aces 191-4 (20)     | – | Northern Knights 154 (18.3) |
|                       |          | Auckland gewinnt mit 37 Runs |   |                             |

| 6. Dezember Scorecard | Auckland | Auckland Aces 109 (18.2)         | – | Wellington Firebirds 110-3 (15.1) |
|                       |          | Wellington gewinnt mit 7 Wickets |   |                                   |

| 6. Dezember Scorecard | Christchurch | Canterbury Wizards 166-6 (20)  | – | Central Districts Stags 149-9 (20) |
|                       |              | Canterbury gewinnt mit 17 Runs |   |                                    |

| 6. Dezember Scorecard | Mount Maunganui | Otago Volts 178-4 (20)    | – | Northern Knights 122 (16.2) |
|                       |                 | Otago gewinnt mit 56 Runs |   |                             |

## Playoffs

### 1. Halbfinale
| 11. Dezember Scorecard | New Plymouth | Otago Volts 165-5 (20) | – | Auckland Aces |
|                        |              | No Result              |   |               |

Das Spiel musste auf Grund von Regenfällen abgebrochen werden. Auf Grund der besseren Vorrunden-Platzierung qualifiziert sich Otago für das Finale.

### 2. Halbfinale
| 12. Dezember Scorecard | New Plymouth | Canterbury Wizards 113 (19.3)            | – | Auckland Aces 50-2 (9.3/9.3) |
|                        |              | Auckland gewinnt mit 2 Runs (D/L method) |   |                              |

### Finale
| 13. Dezember Scorecard | New Plymouth | Auckland Aces 166-6 (20)     | – | Otago Volts 146-9 (20) |
|                        |              | Auckland gewinnt mit 20 Runs |   |                        |